# Any Bonds Today?
Pour plus de détails, voir Fiche technique et Distribution.
Any Bonds Today? (titre complet Leon Schlesinger Presents Bugs Bunny) est un cartoon réalisé par Bob Clampett, sorti en 1942, mettant en vedette Bugs Bunny accompagné de Porky Pig et Elmer Fudd dans un petit film promotionnel pour les bons obligataires de la Défense (les « war bonds ») du gouvernement américain participant à l'effort de guerre lors de la Seconde Guerre mondiale. Ce film apparaît ensuite sous d'autres dénominations : « Bugs Bunny Bond Rally » et « Leon Schlesinger Presents Bugs Bunny ».
Any Bonds Today? est aussi le titre de la chanson composée par Irving Berlin. Cette chanson est au fondement de ce dessin animé.

## Résumé
Le rideau s'ouvre sur une scène de théâtre où une reproduction du tableau du Yankee Doodle The Spirit of 76', peint par Archibald Willard, occupe le fond. Surgit Bugs Bunny jouant du pipeau avec une carotte, scène quasi identique à celle terminant le cartoon A Wild Hare (1940). Bugs croque la carotte et commence son discours patriotique en citant les figures emblématiques des États-Unis et tout d'abord de l'Oncle Sam, avec une certaine familiarité. Il revient en portant le chapeau aux couleurs du drapeau américain et la barbe blanche symboliques de l'Oncle Sam. Bugs lance des « war bonds » à pleines poignées, comme des tracts, et chante une chanson dont les paroles incitent l'assistance à acheter ces bons, qui « garantiront la liberté ». Il continue en dansant puis entame une parodie d'Al Jolson, artiste de music hall très populaire en Amérique et très lié au monde du jazz (il se maquille souvent en noir dans ses spectacles). Bugs prend les traits d'Al Jolson et reprend brièvement son titre « Mammy », transformé pour l'occasion en « Sammy » (l'Oncle Sam). Porky Pig (en marin) et Elmer Fudd (en fantassin) rejoignent Bugs, chantent et dansent avec lui devant le public. L'image de la publicité pour ces bons vient clore le film. Et le film se finit par l'hymne américain

## Création

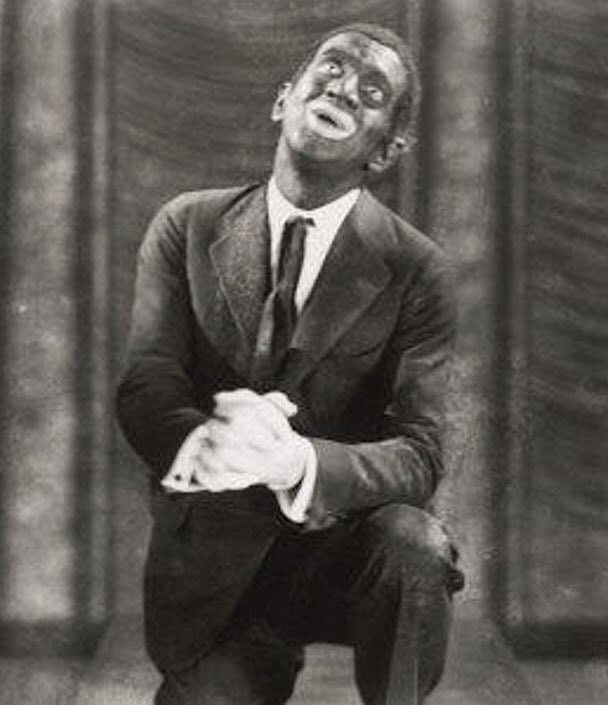
Al Jolson grimé en noir (1927).

Henry Morgenthau Jr, alors secrétaire du département du Trésor des États-Unis, demande au compositeur Irving Berlin de créer une chanson afin de promouvoir les obligations de guerre et bons d'épargne du département du Trésor des États-Unis. Le département s'associe à la Warner Brothers Pictures pour produire le dessin animé qui utilise cette chanson, dans le but de toucher le public des salles de cinéma. La réalisation commence fin novembre 1941 et est bouclé 8 jours après l'attaque de Pearl Harbor. Les bons pouvaient être achetés dans les cinémas.

## Fiche technique

Elmer Fudd, dans sa version obèse, danse et chante avec Bugs et Porky Pig (extrait du dessin animé).

- Réalisation : Robert Clampett (non crédité)
- Production : Leon Schlesinger
- Société de production : Leon Schlesinger Studios
- Distribution :
  - 1942 : Warner Bros. Pictures et le département du Trésor des États-Unis
  - 19?? : Video Yesteryear sous le titre : Bugs Bunny Bond Rally
  - 1998 : WinStar Home Entertainment (DVD)
- Format : 1,37 :1 Technicolor
- Musique : Carl W. Stalling, directeur de la musique (non crédité) et Milt Franklyn, orchestration (non crédité)
- Durée : 1 minute 30 secondes
- Pays : États-Unis
- Langue : anglais
- Date de sortie :
  - États-Unis : 2 avril 1942

## Animateurs
- Robert McKimson (non crédité)
- Virgil Ross (non crédité)
- Rod Scribner (non crédité)

## Titres
- Any Bonds Today? (non créditée)

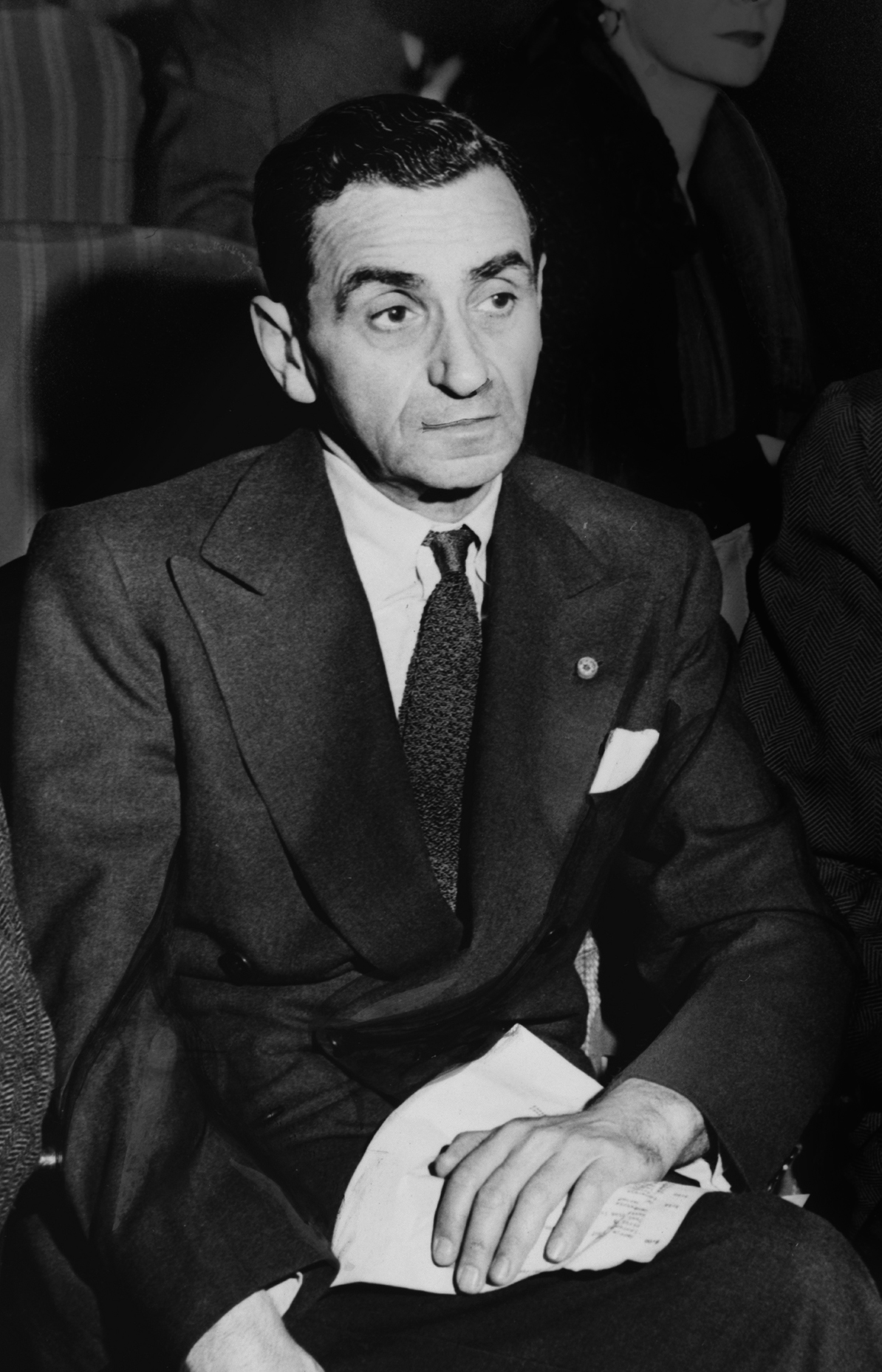
Irving Berlin en 1942.

Musique écrite par Irving Berlin, chantée par Bugs Bunny, Elmer Fudd et Porky Pig, tout au long du cartoon.
C'était la chanson emblématique utilisée par le programme de financement des opérations militaires de la défense nationale américaine durant la Seconde Guerre mondiale.
Voici les paroles originales :
 

« The tall man with the high hat and the whiskers on his chin

Will soon be knocking at your door and you ought to be in

The tall man with the high hat will be coming down your way

Get your savings out when you hear him shout "Any bonds today?"

 

[ Refrain : ]

Any bonds today?

Bonds of freedom

That's what I'm selling

Any bonds today?

Scrape up the most you can

Here comes the freedom man

Asking you to buy a share of freedom today

Any stamps today?

We'll be blest

If we all invest

In the U.S.A.

Here comes the freedom man

Can't make tomorrow's plan

Not unless you buy a share of freedom today

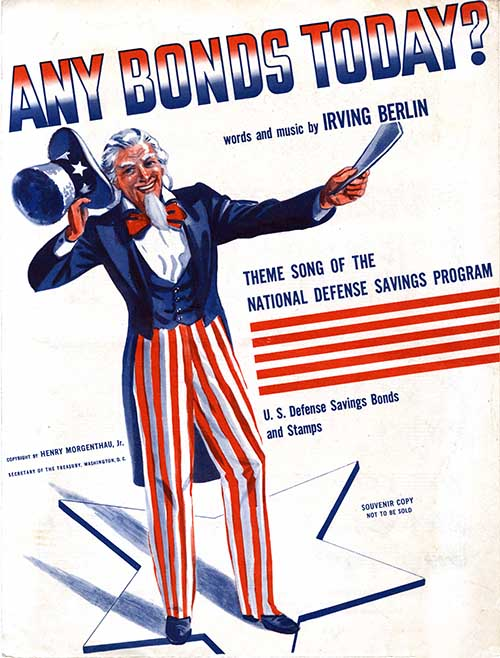
Couverture de la partition originale(1941) de la chanson Any Bonds Today?.

First came the Czechs and then came the Poles

And then the Norwegians with three million souls

Then came the Dutch, the Belgians and France

Then all of the Balkans with hardly a chance

It's all in the Book if only you look

It's there if you read the text

They fell ev'ry one at the point of a gun

America mustn't be next

Any bonds today?

All you give

Will be spent to live

In the Yankee way

Scrape up the most you can

Here comes the freedom man

Asking you to buy a share of freedom today »

Bugs Bunny et ses deux compères ne chantent que le refrain et les deux premiers couplets, et terminent par :
« any stamps, any bonds today! »
- The Girl I Left Behind Me (non crédité)

Chanson traditionnelle d'origine irlandaise. Très populaire, elle a été adoptée et reprise de nombreuses fois par les armées américaines dans l'histoire, avec différentes paroles selon les époques. La musique retentit pendant que Bugs arrive en jouant du pipeau.
- Mammy (non créditée)

Chanson américaine (1921), composée par Walter Donaldson, avec paroles de Joe Young et Sam M. Lewis ; elle est originellement nommée My mammy. William Frawley la chante d'abord dans un vaudeville, mais cette chanson a été chantée par nombre d'artistes et surtout par Al Jolson. C'est ce dernier qui l'a popularisée à travers ses films comme Le Chanteur de jazz (1927), The Singing Fool (1928), Mammy (1930), Rose de Broadway (Rose of Washington Square, 1939).